# 宮田美智也
宮田 美智也（みやた みちや、1941年 - ）は、日本の経済学者。金沢大学名誉教授。専門は金融論（信用論）、金融制度論。マルクス経済学的視角から、１９世紀を中心としたイギリスの短期金融市場の展開に関して研究した。また指導を受けた川合一郎の研究を基礎として、信用論（マルクス経済学に基づく金融体系論）に関する研究を行った。

## 経歴
宮崎県生まれ。1965年大阪市立大学（現大阪公立大学）商学部卒業。大阪市立大学大学院経営学研究科に入学し、会計学、後に金融論を専攻し、生川栄治、川合一郎の指導を受ける。1970年大阪市立大学大学院経営学研究科博士課程中退。金沢大学法文学部講師、助教授を経て、金沢大学経済学部教授。商学博士（大阪市立大学）。2006年金沢大学を定年退職、金沢大学名誉教授。
2019年瑞宝中綬章受章。

## 著書
- 『近代的信用制度の成立 : イギリスに関する研究』（有斐閣、1983年）
- 『ロンドン手形市場の国際金融構造 : アメリカとの関連における研究』（文眞堂、1995年）
- 『資本と金融』（晃洋書房、2002年）
- 『貨幣制度の変遷と資本蓄積 : 管見・日本金融経済史』（金沢大学経済学部研究叢書、2005年）
- 『管理通貨制度と資本蓄積』（晃洋書房、2005年）